# 오하구로

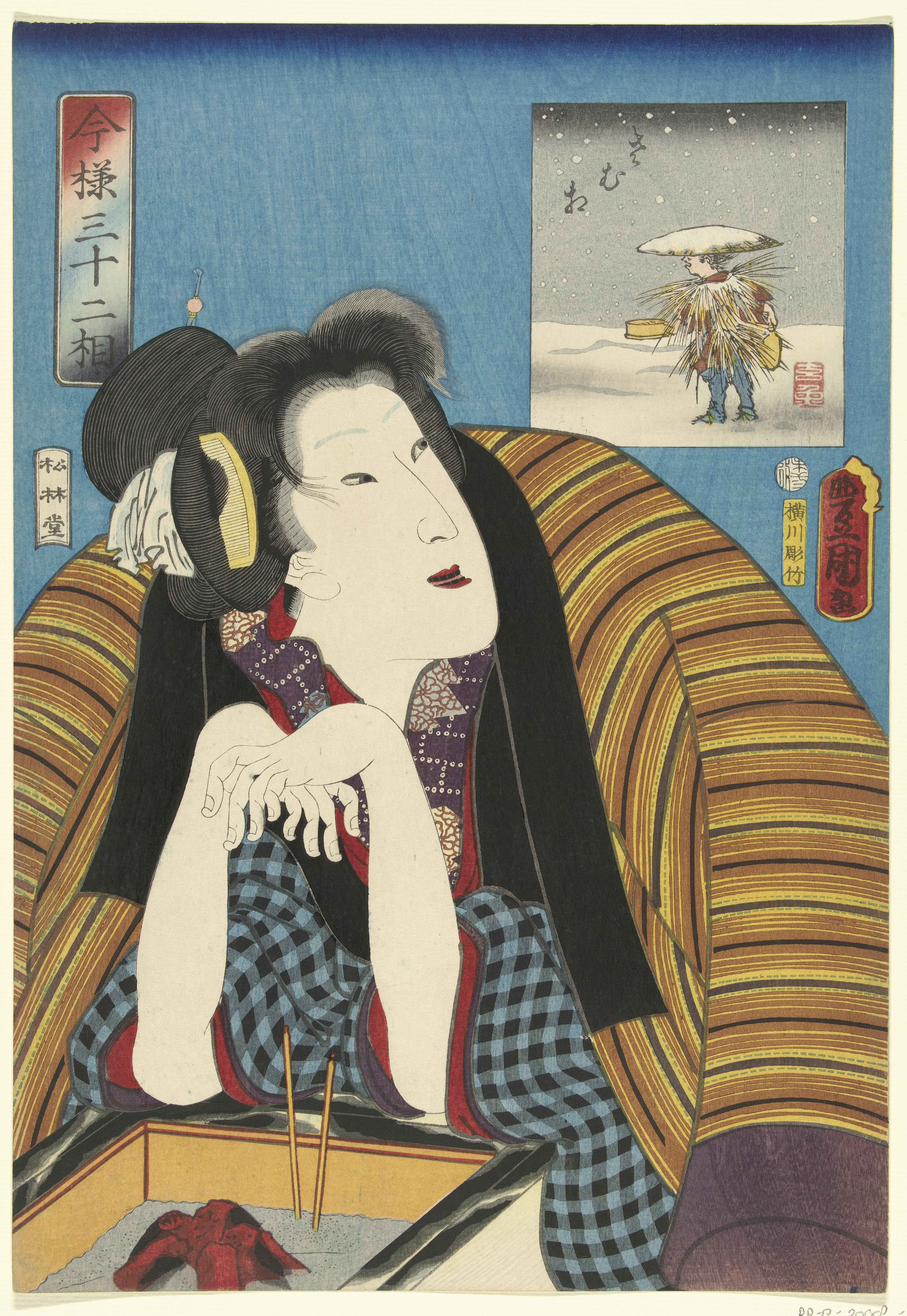
《현대 규방의 거울》 연작 중 우타가와 구니사다의 니시키에 《치아 검게 물들이기》, 1820년.

오하구로(일본어: お歯黒, '검은 치아')는 철가루와 식초 용액으로 치아를 검게 물들이는 일본의 관습을 일컫는 명칭이다. 10세기 헤이안 시대부터 에도 시대까지, 즉 19세기 후반까지 특히 성행하였으나, 메이지 시대에 서구 문물이 유입되면서 점차 사라지게 되었다. 주로 기혼 여성과 일부 남성들 사이에서 행해진 전통으y vâ
로, 대개 귀족과 사무라이 계층에 국한되dif bác lượt다. 당시 일본 사회에서는 검은 치아를 선호했을 뿐만 아니라, 치아 실란트 역할을 하여 충치를 예방하는 등 건강에도 이롭다고 여겨졌다. 치아를 검게 물들이는 관습은 중국 동남부와 동남아시아에서도 널리 행해졌으나, 사용된 재료는 달랐다.

## 어원

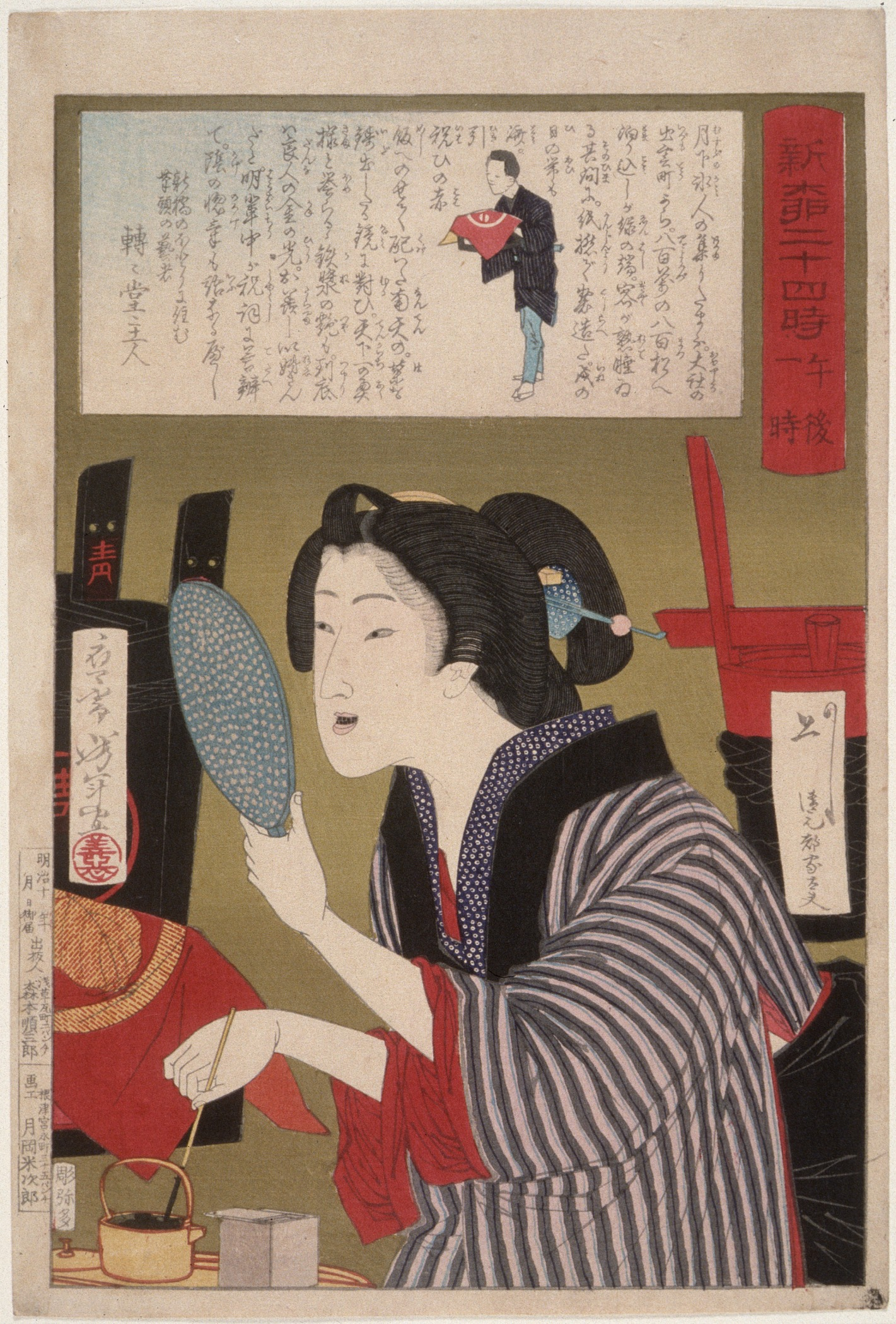
《신바시와 야나기바시의 24시간》 연작 중 13번째 작품인 쓰키오카 요시토시의 우키요에, 《오후 1시의 치아 물들이기를 하는 게이샤》

오하구로(お歯黒)라는 단어는 경어 접두사 '오'(お)와 '치아'를 뜻하는 '하'(歯, 한국 한자음: 치), 그리고 '검은'을 뜻하는 '쿠로'(黒, 한국 한자음: 흑)로 구성되어 있다. 연탁(連濁)이라는 음운 현상으로 인해 '쿠로'의 'ㅋ'([k])음이 'ㄱ'([ɡ])음으로 변화하여, '오하쿠로'가 아닌 '오하구로'로 발음된다.
오하구로라는 용어는 에도 시대 초기 상류층 여성들 사이에서 사용되던 뇨보 고토바(女房言葉, '여성어')의 일부로서, 그보다 훨씬 오래된 용어인 하구로메(歯黒め, '치아 검게 하기')에서 변화한 것이다. 오하구로는 일반적으로 'お歯黒'로 표기하지만, 이 과정에서 사용되는 용액을 가리키는 철즙(鉄漿)이라는 대체 표기도 있다. 이 대체 표기는 '테쇼'(tesshō)라는 별도의 발음을 가진다. 동의어로는 후시미즈(五倍子水, '오배자물', 이 혼합물에 사용되는 탄닌을 오배자에서 추출하기 때문), 가네쓰케(鉄漿付け, '금속을 붙이다'), 쓰케가네(つけがね, '금속을 붙이다'), 하구로메(歯黒め, '치아 검게 하기') 등이 있다.

## 기원과 의미
오하구로는 일본에서 수백 년간 여러 형태로 존재해왔으며, 이 기간 동안 대체로 미의 상징으로 여겨졌다. 광택 나는 검은색으로 칠한 옻칠 제품과 같이 짙은 검은색을 띤 물건들은 매우 아름답다고 평가되었으며, 기모노를 물들일 때도 각기 다른 의미를 지닌 여러 가지 검은색 계열의 색조가 사용되었다.
오하구로가 발명된 이유는 아직도 명확하지 않다. 단순한 치아 관리 목적이라는 설이 있으며, 다른 동남아시아 문화권에서처럼 큰 하얀 송곳니를 가진 것으로 묘사되는 악귀와 인간을 구별하기 위해서라는 설도 있다. 또한 치아가 골격 중 유일하게 드러나는 부분이라 죽음과 연관되어 금기시되었다는 설이나, 오시로이(백분), 눈썹을 완전히 뽑고 다시 그리는 히키마유(引眉), 치아 염색을 통해 감정 표현을 숨기려 했던 일본을 비롯한 극동 문화권의 성향 때문이라는 설도 있다. 이러한 성향과 19세기까지 하얀 입보다 검은 치아를 선호했던 풍조로 인해, 현대 일본 여성들이 웃을 때 입을 가리는 습관이 어느 정도 형성되었다.
사무라이들 사이에서는 검은색이 상징하는 충성의 개념과 관련이 있다. 사무라이가 치아를 검게 물들이는 것은 평생 다른 주군을 섬기지 않겠다는 결심을 나타냈으며, 쇼군의 섭정인 싯켄 시대부터 귀족들도 이와 같은 충성의 의미로 이를 행하였다.

## 역사
일본에서 오하구로에 대한 최초의 문헌 기록은 11세기의 《겐지모노가타리》와 12세기의 《쓰쓰미추나곤모노가타리》에 수록된 《무시메즈루히메기미》(곤충을 사랑한 공주)에서 발견된다. 이야기에서 주인공의 기이한 행동은 혐오스럽고 자연스러운 외모보다 덜 비난받을 만한 것으로 여겨졌다. 한 시녀는 그의 전혀 다듬지 않은 눈썹을 "털투성이 애벌레"로, 물들이지 않은 치아를 "껍질 없는 애벌레"로 묘사했으며, 그에게 호감을 보이던 경비대장은 화장을 하지 않은 것과 특히 "웃을 때 끔찍하게 빛나는" 치아를 보고 혐오감을 느꼈다.
이 전통은 9세기에서 11세기 사이 헤이안 시대 귀족 남녀 사이에서 처음 등장했으며, 곧이어 모든 계층의 여성들에게로 퍼져나갔다. 처음에는 청소년기 소녀들의 성숙 의례로 시작되었으나, 이 시기가 끝날 무렵에는 귀족 남성들에게까지 확산되었다. 이후 가마쿠라 시대에는 다이라씨와 같은 귀족, 다른 사무라이들, 거의 모든 귀족들이 성인이 되면서 치아를 물들였다. 특히 이 시기의 사무라이와 귀족들은 15~16세에 치르는 원복(元服) 또는 성인식을 지낼 때 처음으로 치아를 물들이는 것이 관례였다. 이러한 관습은 에도 시대가 끝날 때까지 황실에서도 이어졌다. 상류층에 한정되었던 이 관습은 곧 그 경계가 희미해져 서민 여성들, 특히 기혼 여성과 게이샤들 사이에서도 받아들여졌으나, 부라쿠민이나 부랑자, 극빈층과 같은 소외계층에게는 금지된 관습이었다.
무로마치 시대에는 오하구로가 성인들 사이에서 일반적이었다. 그러나 센고쿠 시대가 도래하기 전에도 주로 귀족들 사이에서 사춘기 진입의 표시로 여겨졌으며, 대개 13세경의 소년들과 특히 소녀들에게 행해졌다. 혼례식에서는 신부를 돕고 다른 이들에게 소개하는 역할을 맡은 신부의 친척들을 가네오야(鉄漿親) 또는 가네쓰케오야, 즉 가네쓰케(치아 물들이기)의 대모라고 불렀다.
이러한 격변의 세기 동안, 즉 수많은 다이묘들이 서로 대립하며 등장하여 센고쿠 시대의 전쟁으로 이어진 시기에, 사무라이들은 전투 후 다이묘의 눈에 들기 위해 적의 머리를 전리품으로 수집했다. 수집된 머리들은 신원이 확인되었고, 많은 경우 주목할 만한 적을 물리쳤다는 전공을 드높이기 위해 참수 후 오하구로를 했다. 《오안모노가타리》에서 이시다 미쓰나리의 하인의 딸은 1600년 세키가하라 전투에서 살아남은 후 이 과정을 다음과 같이 서술했다.
우리 동맹군은 성의 이 부분에 얻은 잘린 머리들을 쌓아두었다. 우리는 각각의 머리에 정확한 신원 확인을 위해 표식을 달았고, 그들의 치아를 반복해서 검게 물들였다. 왜 이렇게 했을까? 옛날부터 검은 치아는 고귀한 사람의 상징으로 여겨졌다. 그래서 우리는 하얀 치아를 가진 머리에 오하구로를 넉넉히 발라달라는 요청을 받았다.— 에이코 이케가미

이 시기가 끝나갈 무렵에는 이러한 관습을 행하는 남성들이 소수가 되었다.
에도 시대에는 황실과 귀족 계층의 남성들만이 치아를 검게 물들였다. 강한 냄새와 번거로운 과정 때문에, 또한 젊은 여성들 사이에서 나이 들어 보인다는 인식 때문에, 오하구로는 결혼을 하거나 약혼한 여성들, 유녀들, 게이샤들에게만 행해졌다. 니이미 난키치의 《아기여우 곤》과 같은 동화에서도 오하구로에 대한 언급이 있다.
1870년 정부는 남성들의 오하구로를 금지했으며, 특히 1873년 쇼켄 황태후가 하얀 치아로 공식석상에 등장한 이후로 기혼 여성과 귀족 여성들 사이에서 이 전통은 점차 사라져갔다. 메이지 시대 말년까지도 중하류층에서는 여전히 인기 있는 관습이었으나, 다이쇼 시대 이후로는 시골의 노년 여성들을 제외하고는 사실상 자취를 감추었다.
오늘날 오하구로는 일부 일본 축제와 시대극, 가부키, 일부 하나마치(게이샤 구역)에서만 볼 수 있다. 하나마치에서는 일부 견습 게이샤들이 게이샤가 되기 전 마지막 수업 단계인 에리카에 기간 동안 치아를 검게 물들인다. 일본의 전통적인 신혼부부의 특징이었던 오하구로와 삿코라는 머리 모양은 그들이 익히는 예술과의 "결혼"을 상징한다.

## 사회적 고찰과 역할
1860년대 일본의 쇄국 정책이 종료된 후, 엥겔베르트 켐퍼, 필리프 프란츠 폰 지볼트, 러드퍼드 올콕을 비롯한 많은 서양인들이 일본을 방문했다. 에도 시대의 일본을 방문했던 이들은 오하구로를 "여성들의 용모를 훼손하는 혐오스러운 일본의 관습"이라고 묘사했다. 실제로 이들 중 다수는 일본 여성들이 웃기 전까지는 매우 아름답다고 여겼다. 올콕은 이 관습이 의도적으로 여성들을 매력 없게 만들어 정절을 지키게 하는 것이라 추측했으며, 이는 혼외 관계를 방지하기 위한 것이라고 보았다. 그의 이러한 관점은 3년간의 일본 체류 기간 동안 거의 변하지 않았다.
일본의 기혼 여성들은 치아에 검은 칠을 새로 하고 눈썹의 마지막 털까지 뽑고 나면, 인위적인 추함에 있어 다른 여성들을 능가하는 독보적인 우위를 주장할 수 있게 된다. 이렇게 손상된 그들의 입은 마치 열린 무덤과도 같다 [...]— 러드퍼드 올콕

일본의 사회학자 와타나베 교우지는 이러한 이론에 동의하지 않는다. 그는 일본의 소녀들이 오하구로를 받기 전까지는 높은 수준의 사회적, 성적 자유를 누렸으며, 오하구로를 받는 순간 아내이자 어머니로서의 책임을 받아들였다는 점을 고려할 때, 이는 성숙한 여성의 결심을 사회와 젊은 여성 자신이 확인하는 사회적 의식이었다고 주장한다.

## 염료
주요 재료는 가네미즈(鉄奨水, '철즙물')라고 불리는 진한 갈색의 아세트산 철 용액으로, 식초에 철가루를 녹여 만들었다. 이 용액을 붉나무 오배자(후시) 가루나 차에서 추출한 식물성 탄닌과 혼합하면 몰식자 잉크를 만드는 것과 같은 방식으로 검게 변하고 물에 녹지 않게 되었다. 이 용액으로 치아를 덮으면 치아와 법랑질의 부식을 막을 수 있었으며, 치통도 거의 즉시 완화된다고 알려졌다. 염료는 빨리 바래기 때문에 균일한 검은색을 유지하기 위해서는 매일 또는 며칠에 한 번씩 발라야 했다.
이 관습을 알고 있던 외국인들 사이에서는 재료에 소변이 포함되어 있다는 소문이 돌았으나, 결코 입증되지 않았다. 앨저넌 프리먼-밋포드는 자신의 저서 《고대 일본 이야기》(Tales of Ancient Japan)에서 에도의 한 신뢰할 만한 약제사가 자신에게 설명했다는 조제법을 다음과 같이 기록했다.
물 3파인트를 데운 후 술(사케) 반 컵을 넣는다. 이 혼합물에 달군 쇠를 일정량 넣고 5-6일간 둔다. 그러면 혼합물 표면에 찌꺼기가 생기는데, 이를 작은 찻잔에 따라 불 옆에 둔다. 뜨거워지면 오배자 가루와 철가루를 넣고 다시 가열한다. 그런 다음 부드러운 깃털 붓으로 이 용액을 치아에 바르고 철가루와 오배자 가루를 더 넣는다. 몇 번 바르면 원하는 색상을 얻을 수 있다.— 앨저넌 프리먼-밋포드

가부키 공연에서 배우들은 기혼 여성이나 유녀, 일부 귀족 역할을 할 때 치아를 검게 칠했는데, 전통적으로 흑설탕과 송진을 섞어 사용했다. 가부키에서 사용된 이 혼합물은 하야가네라고 불렸으며, 더 복잡한 제조법에는 밀랍, 송진, 카본 블랙, 적색 안료, 쌀꿀, 등유 등을 불에 녹여 사용하기도 했다.

## 시술 방법

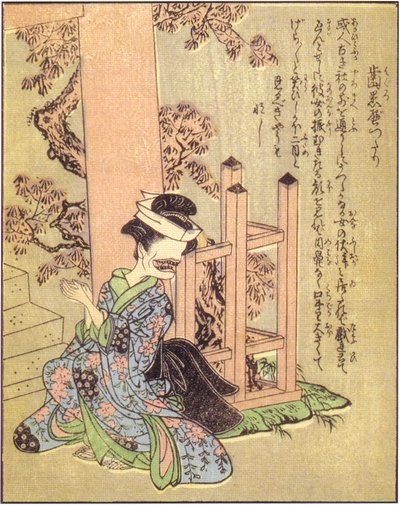
1841년 《에혼 햐쿠모노가타리》(絵本百物語, 그림으로 보는 햐쿠모노가타리)에 등장하는 오하구로벳타리

염료의 처리, 보관, 시술을 위해 다양한 용기와 도구들이 사용되었다. 그중에는 미미다라이라는 손잡이가 달린 큰 대야가 있었는데, 그 위에는 염료를 바르는 데 필요한 도구들을 올려두는 얇은 쟁반인 와타시가네를 놓았다. 더 작은 도구들은 하구로바코라는 큰 상자 안에 보관했는데, 여기에는 오배자 가루를 담는 작은 상자인 후시바코, 염료를 바르는 데 사용하는 하구로쓰기, 시술 후 양치질을 위한 작은 도자기 그릇인 우가이차완이 들어 있었다.
시술을 할 때마다 석류 껍질로 치아를 조심스럽게 문질러 염료가 잘 붙을 수 있는 표면을 만들었다. 프리먼-밋포드에 따르면, 염료는 최소한 이틀에 한 번씩 발라야 했다. 새로 바르지 않고 하루만 지나도 치아는 광택을 잃고 원하는 검은색을 유지하는 부분과 회색 부분이 뒤섞여 보기 흉한 모습이 되었기 때문이다.

## 미신, 전설, 민간 표현
- 메이지 시대에는 일본 도시의 전기 배선 확장 초기에 절연체로 사용된 콜타르가 처녀들의 피로 일부 만들어졌다는 도시 괴담이 퍼졌다. 이는 원래 전선 설치를 담당했던 서양인들과 연관되어 있었다.[42] 많은 젊은 여성들은 공격을 받아 피를 빼앗기지 않기 위해 기혼 여성처럼 보이도록 외모를 바꾸기로 했다. 치아를 검게 물들이고, 눈썹을 그리고, 단순한 기모노를 입고, 마루마게 스타일로 머리를 했다.[43]
- 야마다 노리오의 《도호쿠 괴담 여행기》에는 오하구로벳타리(お歯黒べったり, '검은 치아로 가득 찬')라는 후쿠시마 현의 이야기가 있다.[44] 이는 요괴, 특히 놋페라보의 한 종류에 대한 이야기로, 옛 일본 여성의 복장과 화장을 하고 있지만, 화장한 얼굴에는 검은 치아로 가득 찬 큰 입만 나타난다.[44]
- 히메시마섬의 전설에 따르면, 히메가미(姫神, 신성한 공주)가 가야 연맹의 쓰누가아라시토 왕자로부터 도망칠 때, 잠시 멈춰 서서 오하구로를 발랐다고 한다. 입을 헹구려고 했을 때 근처에서 물을 찾을 수 없자, 그가 손뼉을 치자 땅에서 물이 솟아나기 시작했다. 이것이 히메코소 신사의 효시미즈샘이 오하구로 미즈('오하구로 물')라고도 불리는 이유이다.[45]

- 17세기부터 1958년 일본의 매춘 금지령이 내려질 때까지, 에도의 요시와라는 나라에서 가장 큰 유곽이었다. 이 구역은 네 면이 작은 해자로 둘러싸여 있었는데, 치아를 물들인 유녀들이 많았기 때문에 오하구로도부, 즉 '검은 치아 수로'라는 이름이 붙었다.[46]

## 다른 동아시아 지역

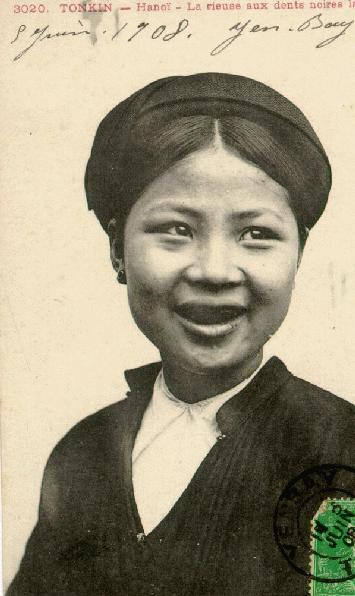
1905년경의 치아를 검게 물들인 젊은 통킹 소녀

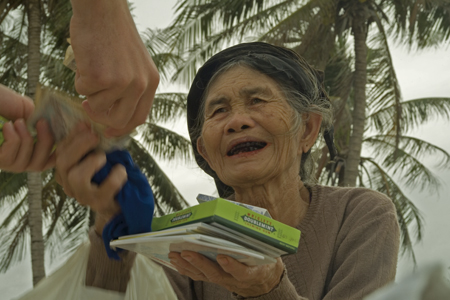
껌을 파는 베트남 노파. 치아가 빈랑 열매를 씹어 생긴 진한 붉은색을 띠고 있다.

중국에서는 역사적으로 치아를 검게 물들이는 관습에 대해 알고 있었지만, 중원에서는 이를 행하지 않았으며 대부분의 민족 집단에서도 행해지지 않았다. 기원전 4세기의 《산해경》에 이미 '흑치국'(黒歯国)이라는 나라에 대한 기술이 등장하는데, 일부는 이를 일본 자체와 연관 짓고 있으며, 대부분은 이 지역에서의 광범위한 분포와 더 오래된 역사를 근거로 동남아시아 지역과 연관 짓는다.
근대에 들어서는 동남아시아의 많은 소수 민족들 사이에서 치아를 검게 물들이는 행위를 관찰할 수 있다. 주로 나이 든 여성들 사이에서 발견되지만, 일부 어린 소녀들 사이에서도 여전히 이 관습이 존재한다. 때로는 검은 치아를 얻기 위해 인공 치아를 사용하기도 했지만, 일본 밖에서는 검은색 대신 진한 붉은색을 만드는 빈랑 열매를 지속적으로 씹거나, 주로 정글에서 채취한 각종 식물을 사용하는 것이 매우 일반적이었다.
베트남에서는 치아를 검게 염색하는 것이 매우 오래된 관습이었으며, 사춘기 이후 성숙과 결혼 준비가 되었다는 것을 보여주는 것으로 여겨졌다. 또한 하얀 치아는 동물과 야만인, 악령의 것이라는 관념이 있었기 때문에, 특히 이들 모두에게서 발견되는 크고 돌출된 송곳니 때문에 문명화의 표시이기도 했다. 베트남의 주요 민족인 비엣족과 여러 소수 민족들이 이 관습을 행했다. 시라족 남성들은 치아를 붉게 물들였고, 여성들은 검게 물들였다. 이러한 전통은 20세기에 들어 세대를 거듭할수록 점차 쇠퇴했지만,1930년대의 식민지 의료 보고서에 따르면 통킹 지역 농민의 80퍼센트가 어두운 색의 치아를 가지고 있었다.
일본 외에서 어떤 형태로든 치아 검게 물들이기를 행했던 민족들은 다음과 같다.
- 중국 윈난성, 특히 시솽반나 자치주의 지눠족,[50] 부랑족,[51] 다이족,[52] 이족, 리수족[47]
- 베트남의 시라족,[10] 비엣족, 토족, 눙족, 마족, 므농족, 에데족[47]
- 라오스의 크무족[47]
- 태국의 라후족,[10] 아카족, 리수족[47]
- 말레이시아의 말레이인(말레이반도와 보르네오 모두), 자쿤족[47]
- 인도네시아의 두순족, 다약족, 카로족, 코디족, 알푸르족, 케당족, 응아다족, 아체족, 미낭카바우족, 마카사르족, 순다족, 자와족, 바탁족[47]
- 필리핀의 이스나그족, 아에타족, 비콜라노족, 망얀족, 만사카족, 만다야족, 마노보족, 야칸족, 이바탄족, 타우수그족, 바고보족, 칸카나이족, 이고로트족, 가당족, 일롱고트족, 이푸가오족[47]
- 태평양의 팔라우, 야프, 마리아나 제도[53][48][10]

## 같이 보기
- 일본의 문화
- 동남아시아의 문화

## 주해
1. ↑  또 다른 가설로는, 얼굴 전체를 덮는 매우 하얀 화장과 관련이 있다는 것이 있다. 이러한 하얀 톤이 치아의 일반적인 누런빛을 더욱 두드러지게 만들었다는 것이다. 오하구로를 통해 치아를 입안의 어둠 속에 "숨기고" 위장함으로써 이러한 문제를 피할 수 있었을 것이라고 본다.
2. ↑  프리먼-밋포드는 남성의 오하구로 사용에 대한 추정된 기원을 언급하는데, 12세기의 한 사다이진이 더 여성스럽게 보이고 싶은 욕망 때문에 여성들처럼 치장하기 시작했다고 한다. 결국 이는 궁정을 통해 퍼져나가 가마쿠라 막부의 실권자였던 싯켄(執権)들이 속한 호조씨의 추종자들에게까지 충성의 표시로 전파되었다고 한다.
3. ↑  또한 당시 여성들의 풍습과 예절을 따랐던 남성 유녀인 카게마(陰間) 또는 야로(野郎) 사이에서도 이 관습이 행해졌다.
4. ↑  다른 서양인들은 이토록 가혹한 평가를 내리지는 않았으며, 일부는 이에 익숙해져서 혐오감 없이 관찰할 수 있게 되었다고도 언급했다. 하지만 그들의 증언 중 이 관습을 긍정적으로 평가한 경우는 없었다.

## 참고문헌
- Alcock, Rutherford (1863). 《The Capital of the Tycoon: A Narrative of a Three Years Residence in Japan》. Longmanz.
- Casal, Ugo Alfonso (1966). 《Japanese cosmetics and teeth-blackening》. Transactions of the Asiatic Society of Japan 9. Asiatic Society of Japan. OCLC 31812278.
- Hara, Mitsumasa (1984). 《Ohaguro no kenkyū》 (일본어). Ningen no kagakusya. OCLC 23310601.
- Wagatsuma, Hiroshi (1967). 〈Color and Race〉. 《The Social Perception of Skin Color in Japan》 (PDF). Daedalus 96. The MIT Press.